# Jules Van Ackere
Jules van Ackere, né à Heule le  8 février 1914, mort à Uccle le 3 ou le  12 février 2008 est un musicologue belge, spécialiste des œuvres de Debussy et Ravel. 

## Biographie
Van Ackere a d'abord étudié à la médecine à l'Université de Gand, études qu'il n'a pas terminées, s'intéressant à la philologie romane, avec une prédilection particulière pour la langue et la culture italiennes. Il a suivi sa passion pour la musique, en étudiant au Conservatoire royal de Gand. Ces deux choix ont marqué son œuvre : la musique et les langues romanes. 
L'œuvre de Van Ackere a été récompensée à plusieurs reprises, notamment en 1948 par le prix Joris Eeckhout pour son ouvrage sur « Keats et Baudelaire ». Il était membre de l'Académie royale des sciences, des lettres et des beaux-arts de Belgique. 

## Source
- (nl) Cet article est partiellement ou en totalité issu de l’article de Wikipédia en néerlandais intitulé « Jules Van Ackere (musicoloog) » (voir la liste des auteurs).